# Эдельман, Марек
Марек Эдельман (пол. Marek Edelman, идиш מאַרעק עדעלמאַן‎; 19 сентября 1919, Гомель — 2 октября 2009, Варшава) — польский и еврейский общественный и политический деятель, известный кардиолог. Последний руководитель восстания в Варшавском гетто.

## Биография
Родился в 1921 году (по другим сведениям, 1 января 1919 в Гомеле или 1 января 1922 года в Варшаве: после Второй мировой войны он назвал местом своего рождения Варшаву, чтобы избежать репатриации в Советский Союз). Родители Эдельмана были вовлечены в политическую деятельность. Мать, Сесилия Эдельман, урожденная Персовская, действовала в женском отряде Бунда (идиш ארבעטער פרוי‎). Отец, Натан Феликс, был связан с русскими социалистами-революционерами (эсерами).

### Во время Второй мировой войны
Во время Второй мировой войны вступил в Бунд. В 1942 был одним из основателей Ż.O.B. (Еврейской боевой организации). Был участником восстания в Варшавском гетто в 1943 году и после гибели руководителя восстания Мордехая Анелевича вторым и последним руководителем этого восстания. Принял участие в Варшавском восстании 1944 года.

### После войны

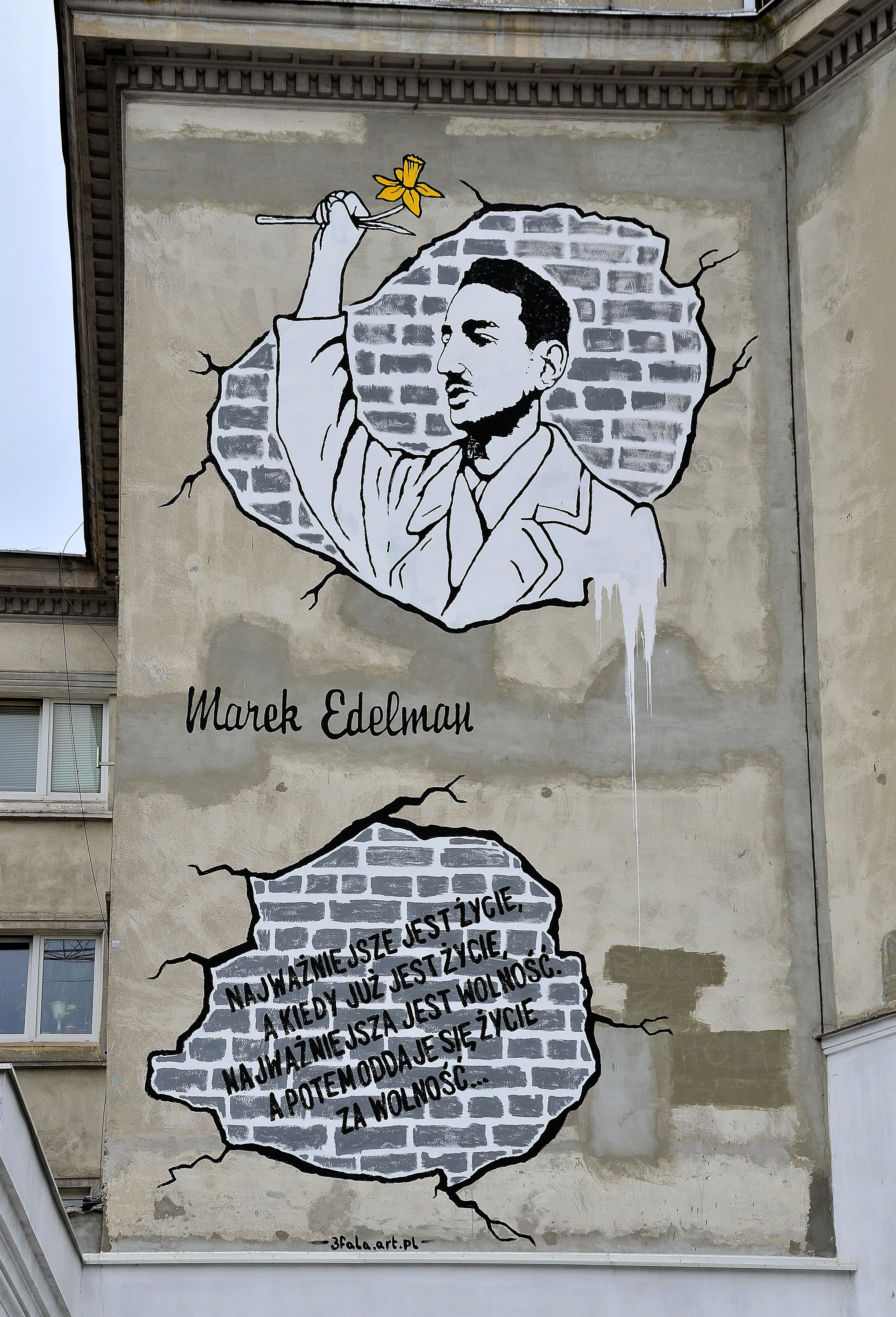
Граффити в Варшаве
Важнее всего жизнь, а когда жизнь уже есть, важнее всего свобода. А потом отдаешь жизнь за свободу…

После войны Марек Эдельман остался в Польше. В 1951 году окончил Медицинскую академию в Лодзи. Работал кардиологом, женился, у него родились двое детей. На вопросы, почему он не уехал из Польши, отвечал: «Здесь похоронен мой народ. Я остался потому, что я — хранитель еврейских могил». Он не уехал из Польши после государственных антисемитских гонений 1968 года и даже после того, когда его жена уехала с обоими детьми. Он остался там до самой смерти и потому, что не признавал за властями права указывать, где ему жить. Он был антисионистом и считал, что Израиль — нежизнеспособное государство
В интервью корреспонденту израильской газеты «Гаарец» Эдуарду Альтеру напомнил, кто были настоящие создатели и герои Еврейской боевой организации Варшавского гетто: социалисты из Бунда, коммунисты, троцкисты, Михал Розенфельд, Мала Циметбаум, сам Эдельман и меньшинство левых сионистов из Поалей Цион и Ха-шомер ха-цаир.
В 1976 был одним из подписавших «письмо 101» против внесения поправок в Конституцию (1975). Был одним из основателей Комитета защиты рабочих (1976). Как активист Солидарности был интернирован во время военного положения. В 1989 году участвовал в переговорах «круглого стола». Жил в Лодзи.
Марек Эдельман скончался 2 октября 2009 года. Похоронен на еврейском кладбище Варшавы.

## Личная жизнь
От брака с Алиной Марголис (1922-2008) у него было двое детей: сын Александр (1951 г. р.) и дочь Анна (1956 г. р.).

## Награды
Постановлением президента РП Болеслава Берута в 19 апреля 1948 году по просьбе главного управления Союза участников вооруженной борьбы за независимость и демократию был награжден Орденом Креста Грюнвальда III степени « За заслуги в вооруженной борьбе с гитлеровскими оккупантами».
17 апреля 1998 награждён Орденом Белого орла и в апреле 2008 года — Орденом Почётного легиона.
В апреле 2008 г. президент Франции Николя Саркози наградил его Командорским крестом Почетного Легиона.

### Публикации на русском языке
- И была любовь в гетто. — Москва; Иерусалим: Мосты культуры; Гешарим, 2010. — (Прошлый век).